# Rosinos de Vidriales
Rosinos de Vidriales es una localidad española perteneciente al municipio de Santibáñez de Vidriales de la provincia de Zamora, en la comunidad autónoma de Castilla y León.

## Ubicación
Se sitúa junto a las localidades de Bercianos de Vidriales, Moratones, Pozuelo de Vidriales, San Pedro de la Viña, Santibáñez de Vidriales, Tardemézar y Villaobispo, formando parte del municipio de Santibáñez de Vidriales, que se encuentra situada en la zona norte de la provincia de Zamora, en el valle de Vidriales, dentro de la comarca de Benavente y Los Valles.

## Historia

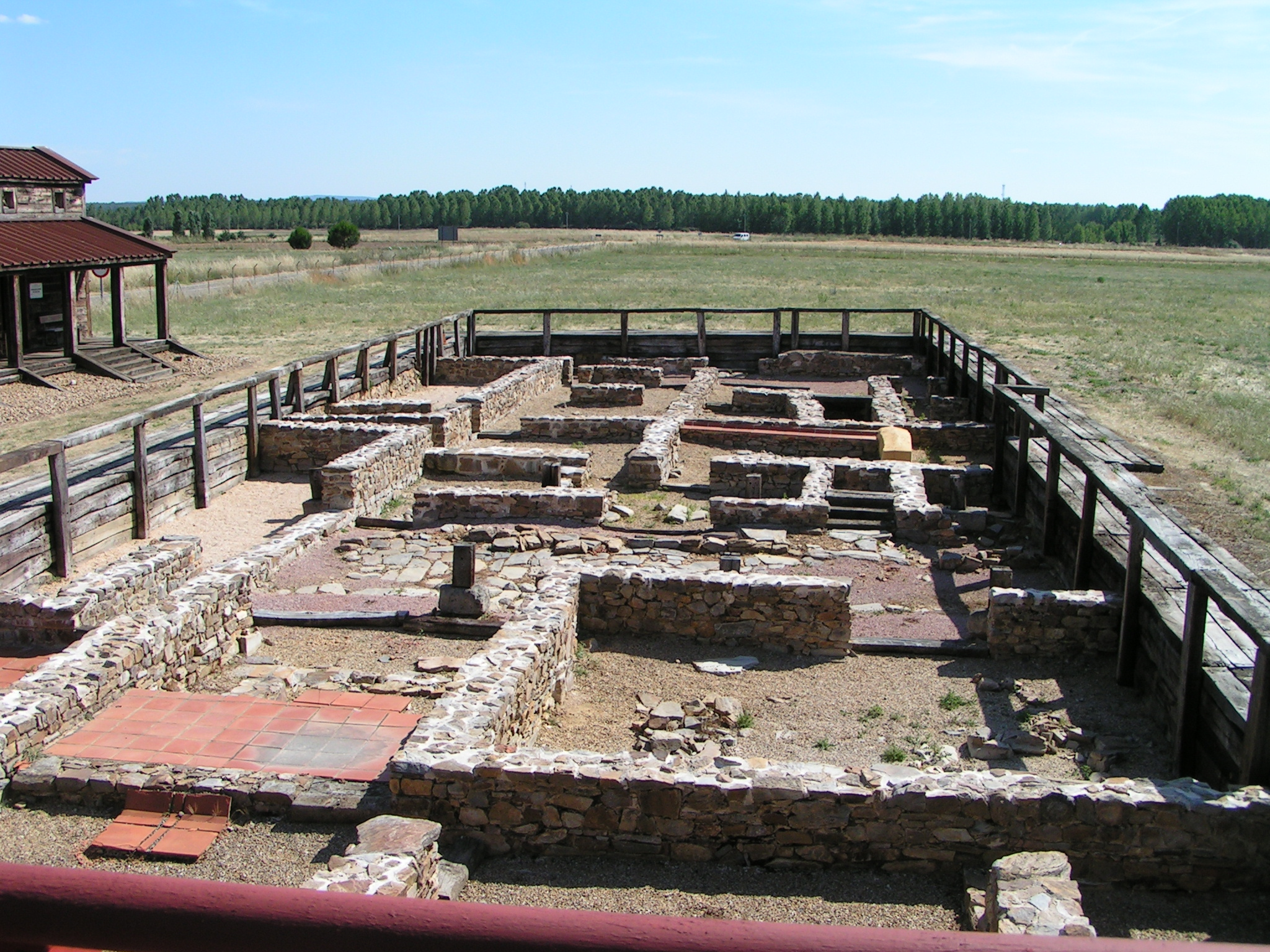
Ruinas del campamento romano de Petavonium.

En su término se encuentran las ruinas del campamento romano de Petavonium, también conocido como Ciudad de Sansueña, que muestra la existencia de poblamiento humano en Rosinos desde época romana. En este lugar se asentó a finales del siglo I a. C. la Legio X Gemina, al tratarse al valle de Vidriales de un lugar estratégico desde donde controlar las guerras contra astures y cántabros.
Más tarde, en la Edad Media, el territorio en el que se asienta Rosinos de Vidriales quedó integrado en el Reino de León, cuyos monarcas habrían emprendido la fundación del pueblo.
Posteriormente, en la Edad Moderna, Rosinos fue una de las localidades que se integraron en la provincia de las Tierras del conde de Benavente y dentro de esta en la Merindad de Vidriales y la receptoría de Benavente.
No obstante, al reestructurarse las provincias y crearse las actuales en 1833, Rosinos de Vidriales pasó a formar parte de la provincia de Zamora, dentro de la Región Leonesa, quedando integrada en 1834 en el partido judicial de Benavente.
Rosinos de Vidriales fue un municipio independiente hasta 1976, año en que se incorporó al de Santibáñez de Vidriales.

## Geografía humana

### Demografía
| Gráfica de evolución demográfica de Rosinos de Vidriales entre 1842 y 1970 |
| |
| Población de derecho según los censos de población del INE Población de hecho según los censos de población del INEEntre el censo de 1981 y el anterior, este municipio desaparece porque se integra en el municipio 49206 (Santibáñez de Vidriales) |

## Patrimonio
En su término se encuentran las ruinas del campamento romano de Petavonium, también conocido como "ciudad de Sansueña". Este Tuvo su origen a finales del siglo I a. C. como asentamiento estratégico de la Legio X Gemina y del Ala II Flavia Hispanorum civium romanorum en las guerras mantuvieron contra los cántabros.

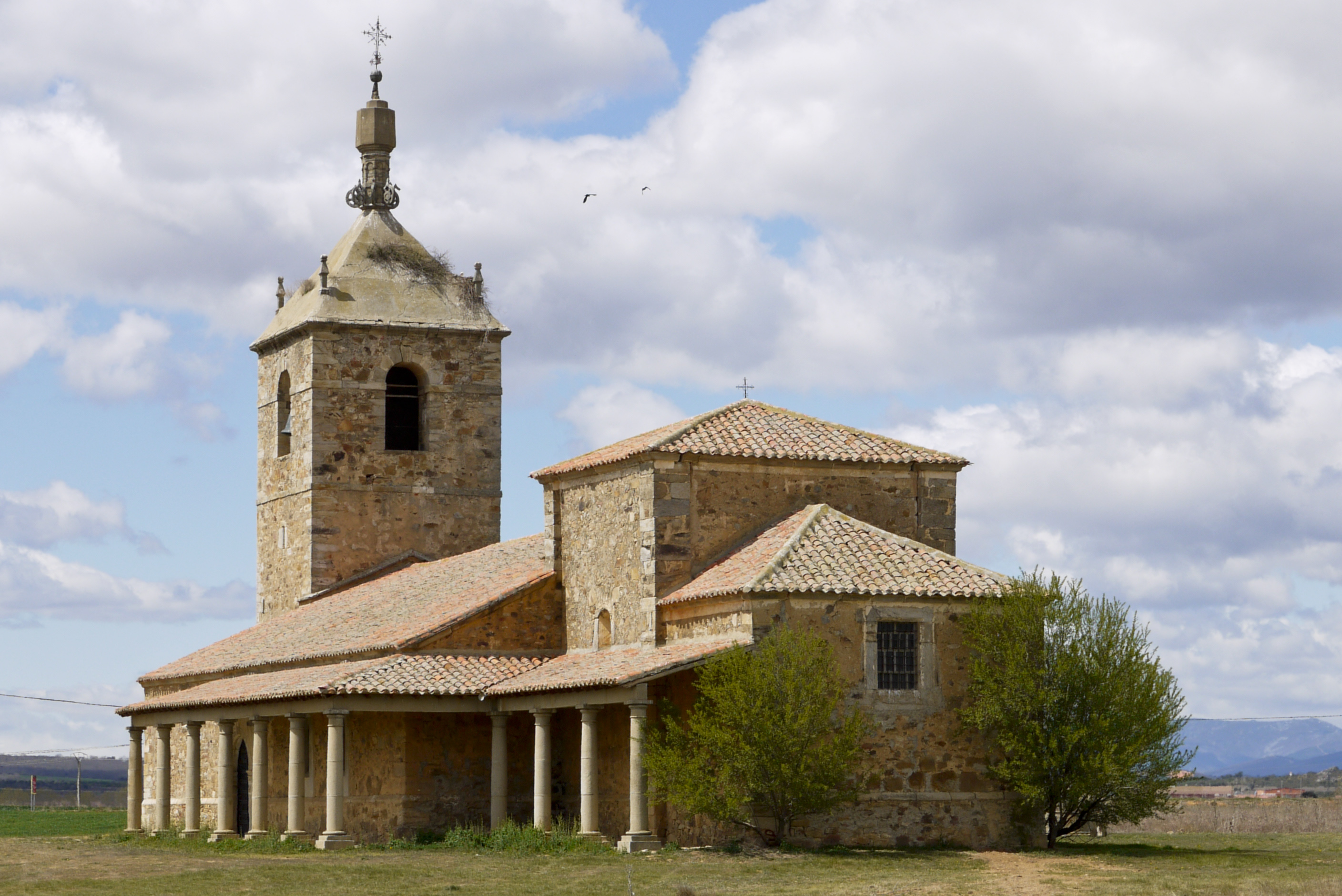
Santuario

De entre su patrimonio destaca el «Santuario de Nuestra Señora del Campo». Se encuentra situado en un llano próximo a la carretera que une La Bañeza y Camarzana, junto al castro de Sansueña y en las inmediaciones del campamento romano de Petavonium. La ermita en sí, guardó la imagen románica de Nuestra Señora del Campo, patrona del valle, hasta su desaparición a finales de los años sesenta y su sustitución por una réplica. Aquí tiene lugar la romería que cada 8 de septiembre reúne a los vecinos de Morales de Rey, Santa María de la Vega (Verdenosa), Quiruelas de Vidriales, Brime de Urz, Cubo de Benavente, San Pedro de Ceque, Rosinos de Vidriales, Santibáñez, Uña de Quintana, Tardemézar, Fuenteencalada, Moratones, Granucillo y otros pueblos del valle de Vidriales. El edificio actual data de 1750, contstrído con mampostería de cuarcita, salvo esquinas y marcos de vanos que son de sillar. Llama la atención su campanario de torre cuadrada de tres cuerpos, con el primero abierto con arco de medio punto y el más alto con sus campanas.

## Fiestas
Las fiestas patronales son en honor de la Virgen del Campo, patrona a su vez de buena parte de las localidades del valle de Vidriales. Se celebran a finales de agosto, con una gran romería que tiene lugar en el Santuario de Nuestra Señora del Campo, situado en las proximidades de esta localidad. Además celebra San Salvador a primeros de agosto.